# Савез за бољу будућност Босне и Херцеговине
Савез за бољу будућност је политичка партија која дјелује у Босни и Херцеговини. Основана је 2009. године, а њен оснивач и предсједник је Фахрудин Радончић, власник дневног листа Аваз. Савез за бољу будућност је, захваљујући успјеху на Општим изборима у Босни и Херцеговини који су одржани 3. октобра 2010., постао парламентарна странка и имаће посланике у Представничком дому Парламентарне скупштине БиХ, и Представничком дому Парламента Федерације БиХ. Предсједник Савеза за бољу будућност БиХ, Фахрудин Радончић, заузео је друго мјесто на изборима за бошњачког члана Предсједништва БиХ, иза Бакира Изетбеговића а испред Хариса Силајџића. По изборним резултатима, Савез за бољу будућност БиХ је трећа странка по броју освојених гласова из Федерације Бих, више гласова освојили су СДП и СДА.

## Циљеви и задаци странке
Према статуту Савеза за бољу будућност, основни задаци странке су:
- Очување територијалног интегритета и јачање државног суверенитета БиХ;
- залагање за пуноправно укључивање Босне и Херцеговине у Европску унију, НАТО;
- изградња Босне и Херцеговине као демократске и правне државе равноправних грађана;
- осигурање пуних вјерских слобода и права вјерских заједница;
- афирмација босанскохерцеговачког идентитета свих грађана БиХ;
- развијање просперитетне тржишне економије на јединственом економском простору Босне и Херцеговине;
- борба против дискриминације на националној, вјерској, социјалној, полној и другој основи;
- образовање младих у складу с европским стандардима и савременим потребама друштва;
- унапређивање социјалне сигурности свих грађана, нарочито угрожених категорија;
- залагање за права Бошњака у земљама Региона; и др.